# Stade Pierre-Mauroy
Stade Pierre-Mauroy este un stadion multi-uz din Villeneuve d'Ascq, Lille, Franța, deschis în august 2012. El este stadionul de casă al clubului LOSC Lille Métropole.

## Galerie

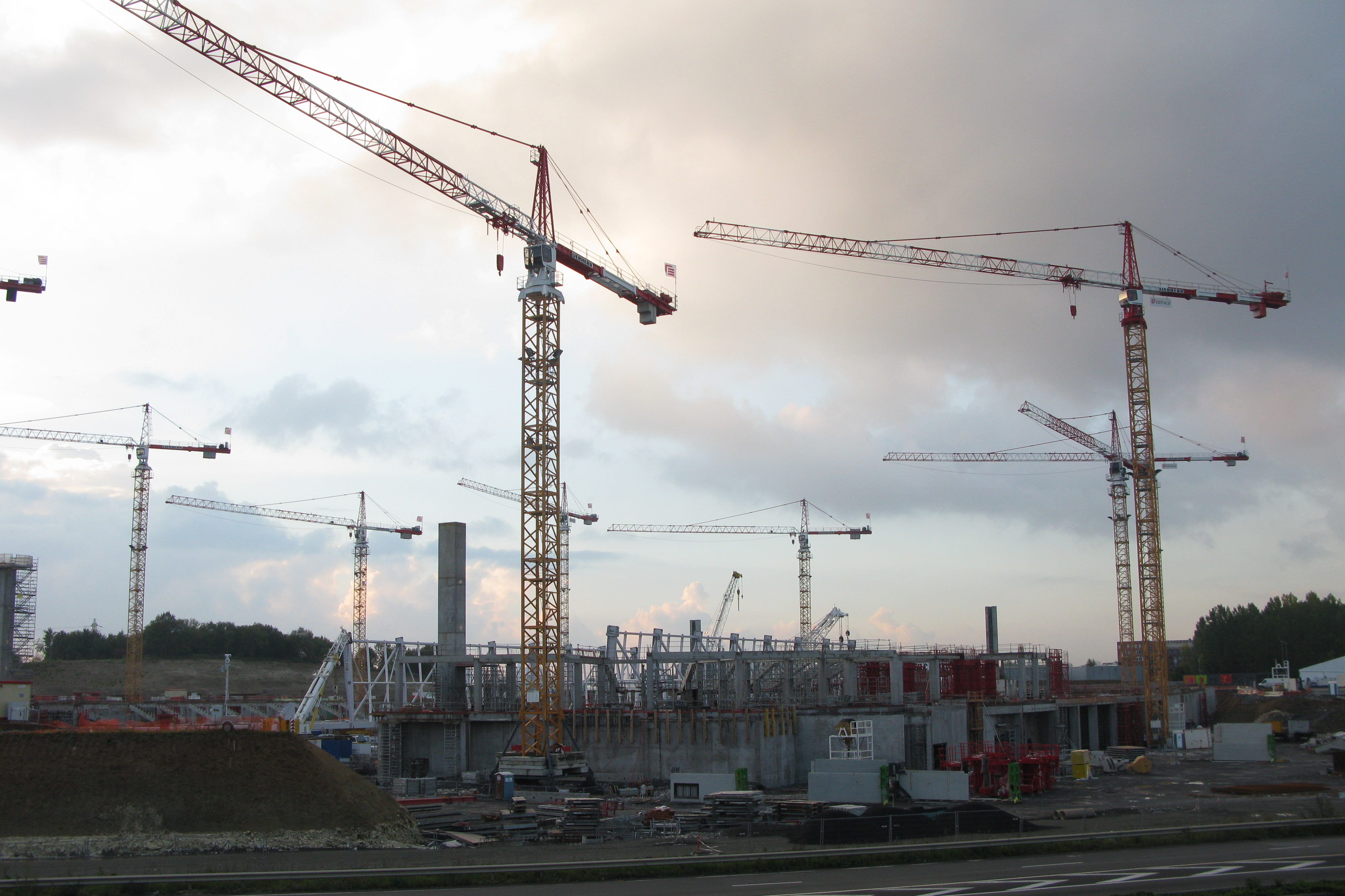
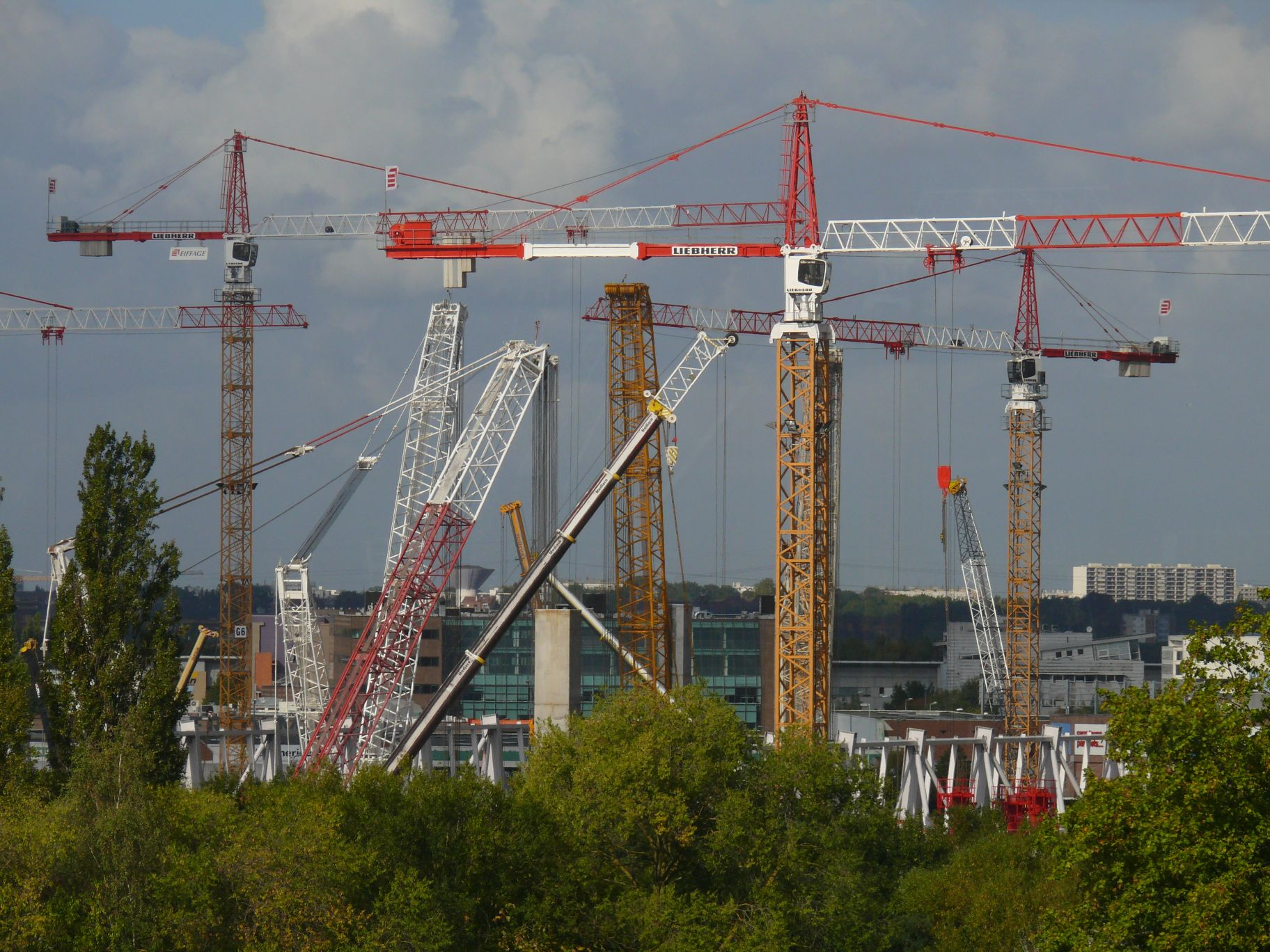
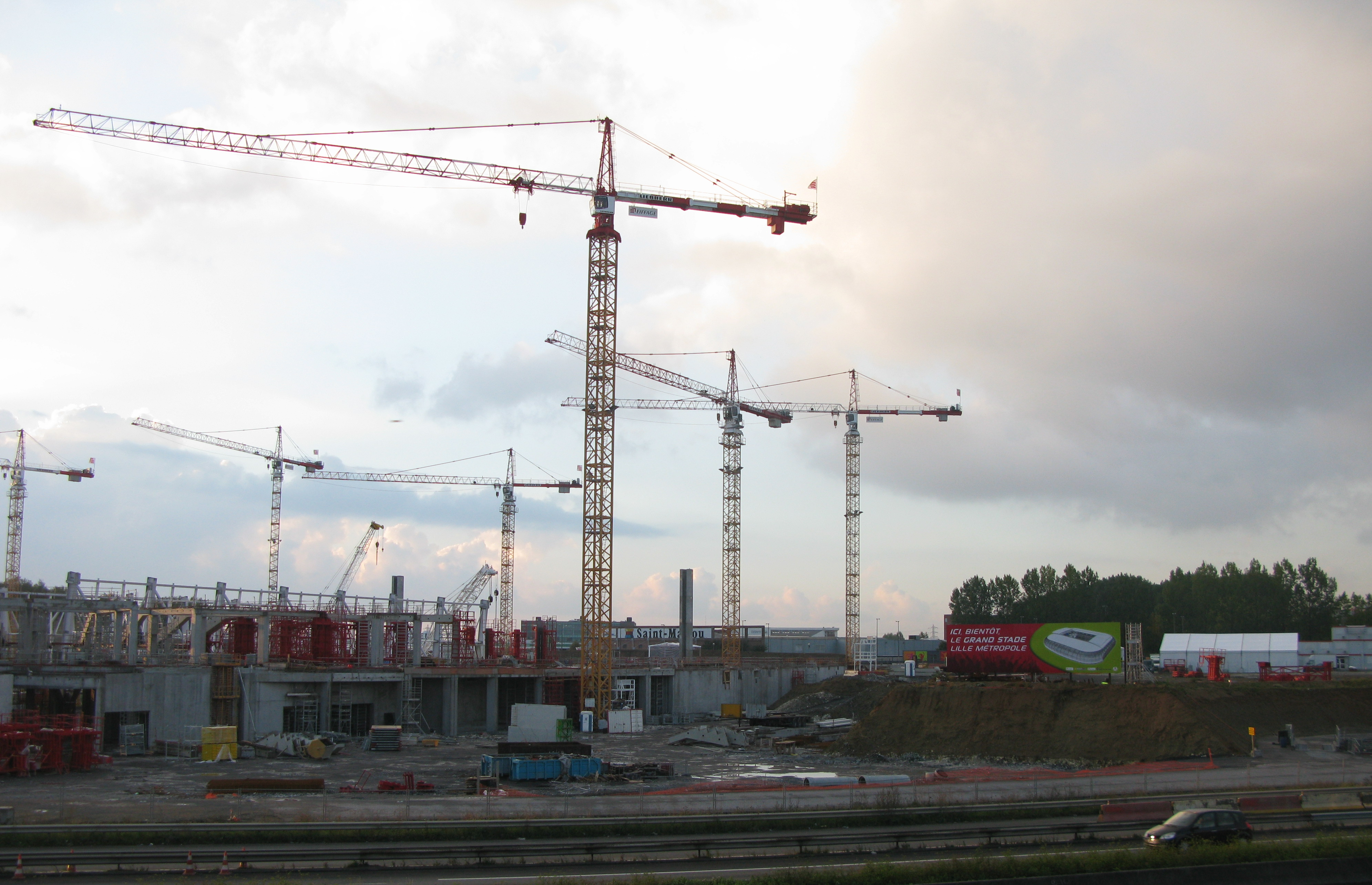
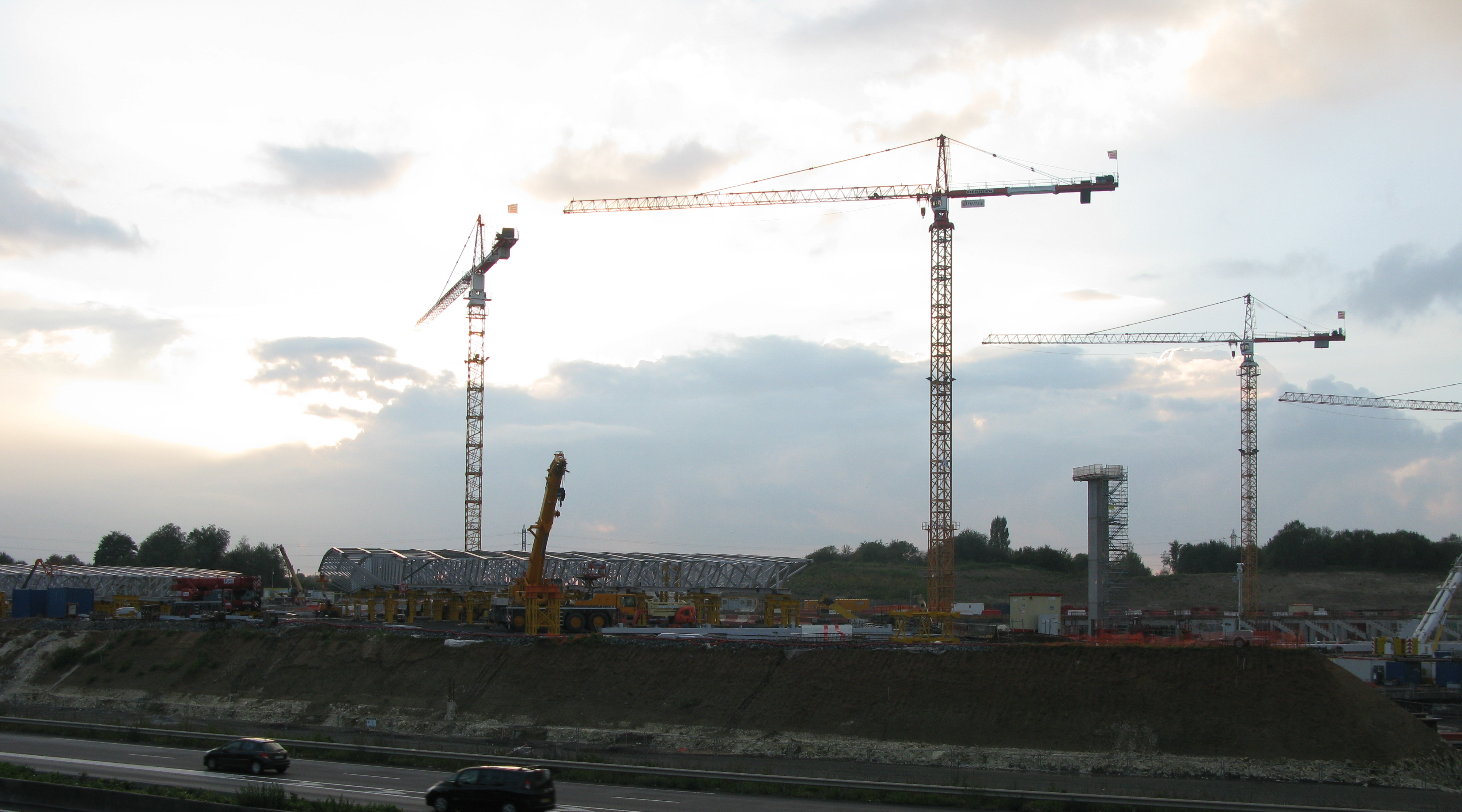
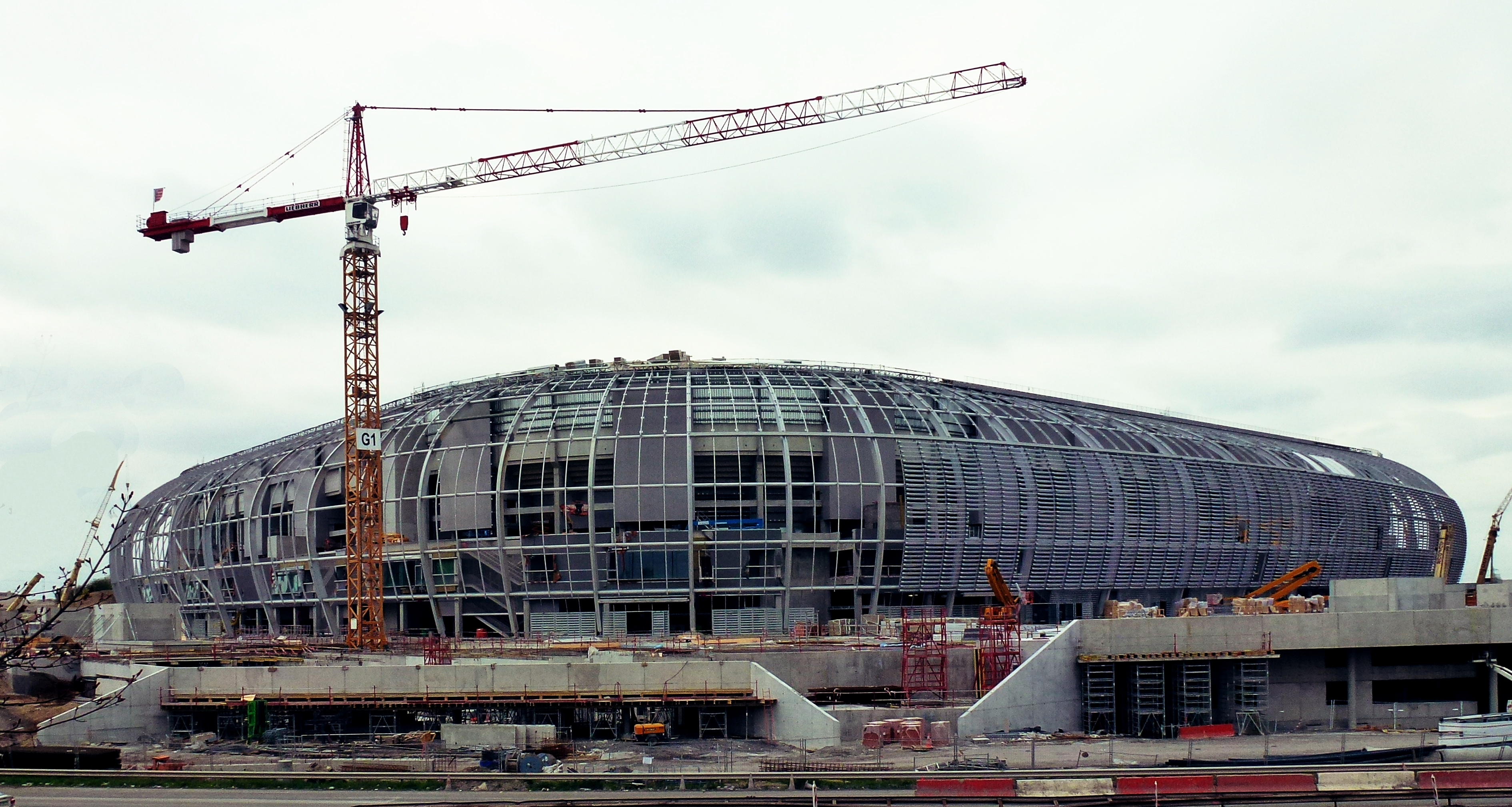